# Perm (miasto)
Perm (ros. Пермь, Pierm´) – miasto w europejskiej części Rosji nad rzeką Kamą. W 2020 miało 1 055 397 mieszkańców (aglomeracja: 1,8 mln.). Do 1 grudnia 2005 było stolicą obwodu permskiego (niegdyś – guberni permskiej), który wchodził w skład okręgu nadwołżańskiego. Obecnie jest stolicą Kraju Permskiego. Stanowi duży ośrodek naukowy, kulturalny i administracyjny. Liczne zakłady przemysłu maszynowego, zbrojeniowego, petrochemicznego (ok. 3% rosyjskiej produkcji w tej branży), chemicznego, drzewnego i spożywczego. Znajduje się tam też kilka szkół wyższych.

## Historia
Perm założony został 17 maja 1723, prawa miejskie posiada od 1781 roku. W latach 1940–1957 miasto nosiło nazwę Mołotow (Молотов) od nazwiska ministra spraw zagranicznych Wiaczesława Mołotowa.
W okolicach miasta znajdują się liczne odsłonięcia warstw geologicznych z okresu permu. Właśnie od nazwy miasta wzięła się nazwa okresu geologicznego: została mu ona nadana po 1840 przez Rodericka Murchisona, szkockiego geologa, badacza paleozoiku, który po wcześniejszym wyodrębnieniu okresów syluru i dewonu w czasie swoich wieloletnich badań w zachodniej części Europy dokonał klasyfikacji odsłonięć geologicznych w okolicach Uralu.
Znajdujący się w Permie Zakład Przemysłu Chemicznego produkował głowice atomowe 15F143 i 15F147 dla rakietowych pocisków balistycznych R-36M.

## Transport
- Tramwaje w Permie
- Perm 1 – stacja kolejowa
- Perm 2 – stacja kolejowa
- Port lotniczy Perm – port lotniczy
- Perm Airlines – linia lotnicza

## Sport
- Amkar Perm – klub piłkarski mężczyzn
- Parma Basket(inne języki) – klub koszykarski mężczyzn
- Dinamo Perm – klub piłkarski mężczyzn
- Mołot Perm – klub hokejowy
- Prikamje Perm – klub piłki siatkowej mężczyzn
- Zwiezda Perm – klub piłkarski mężczyzn
- Zwiezda-2005 Perm – klub piłkarski kobiet

## Galeria

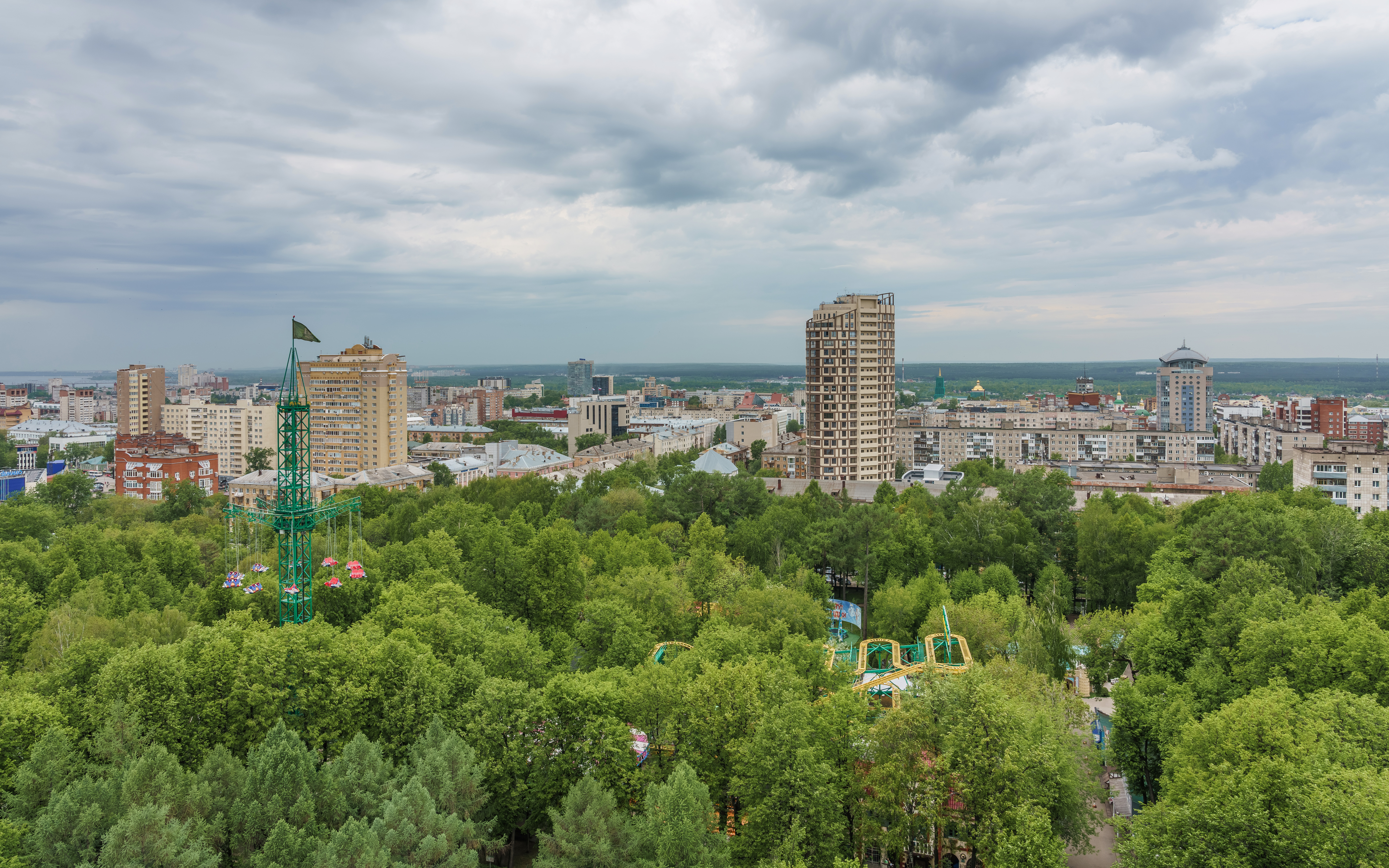
Widok na część miasta
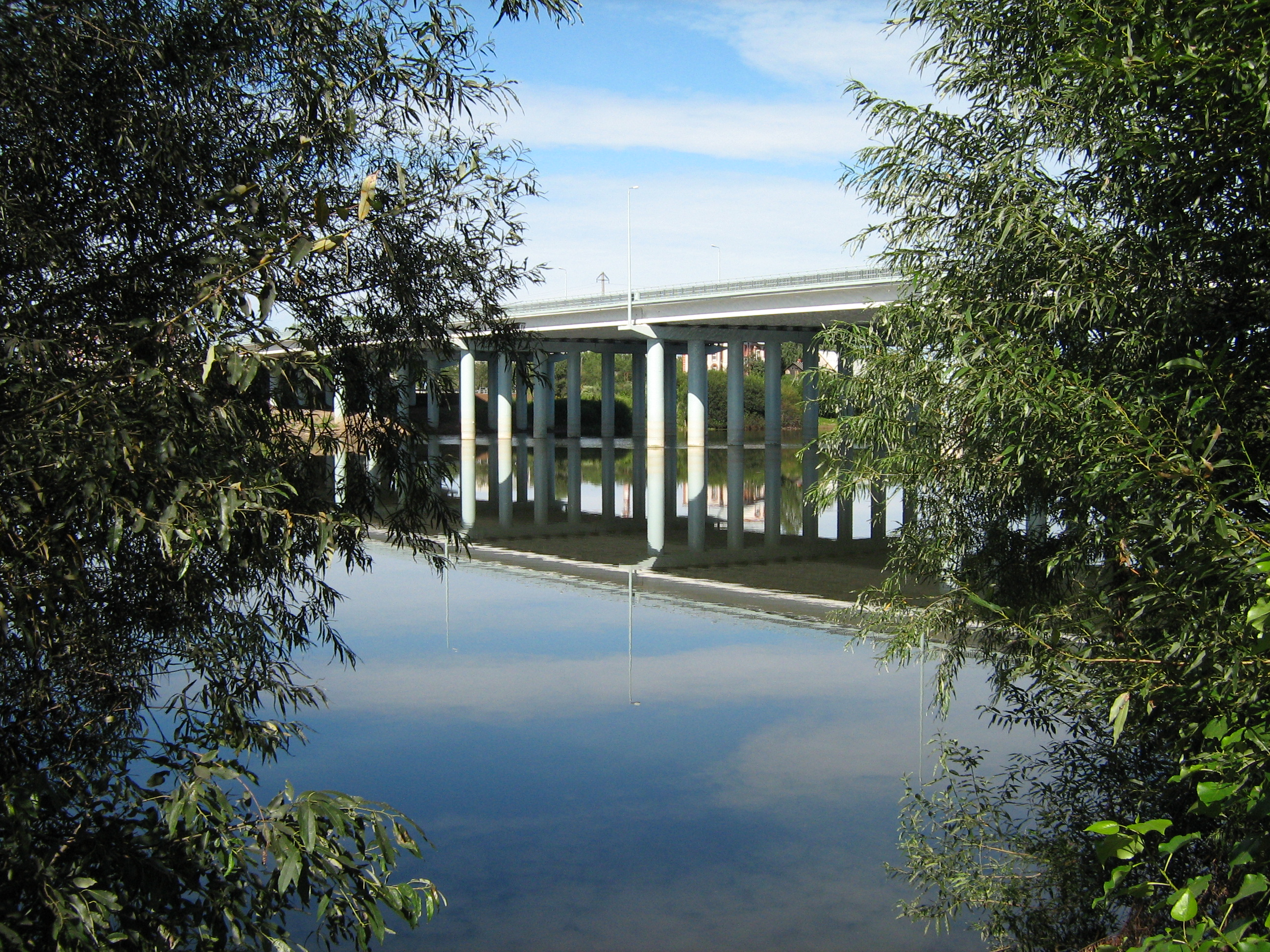
Most przez Muriankę
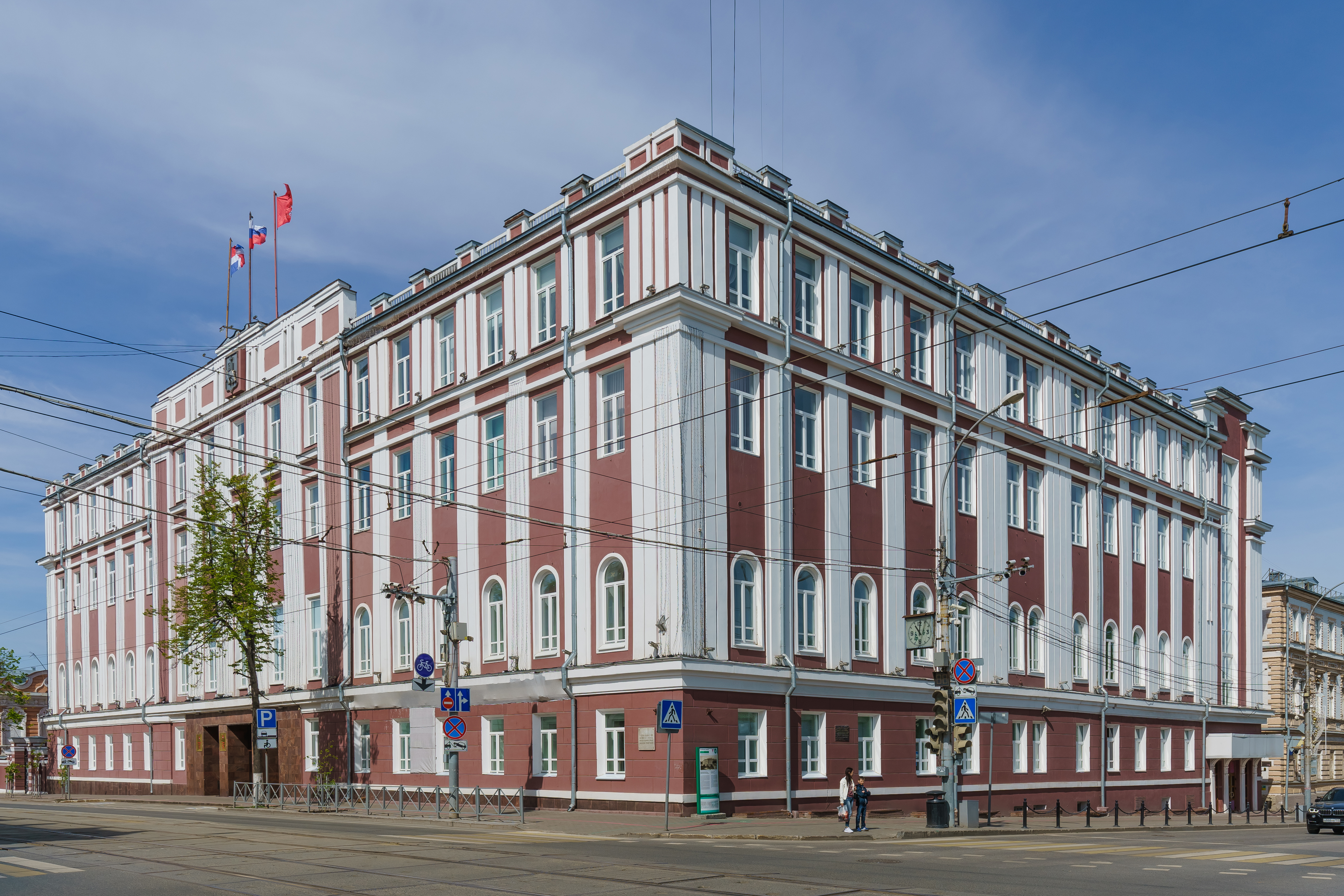
Administratura miejska
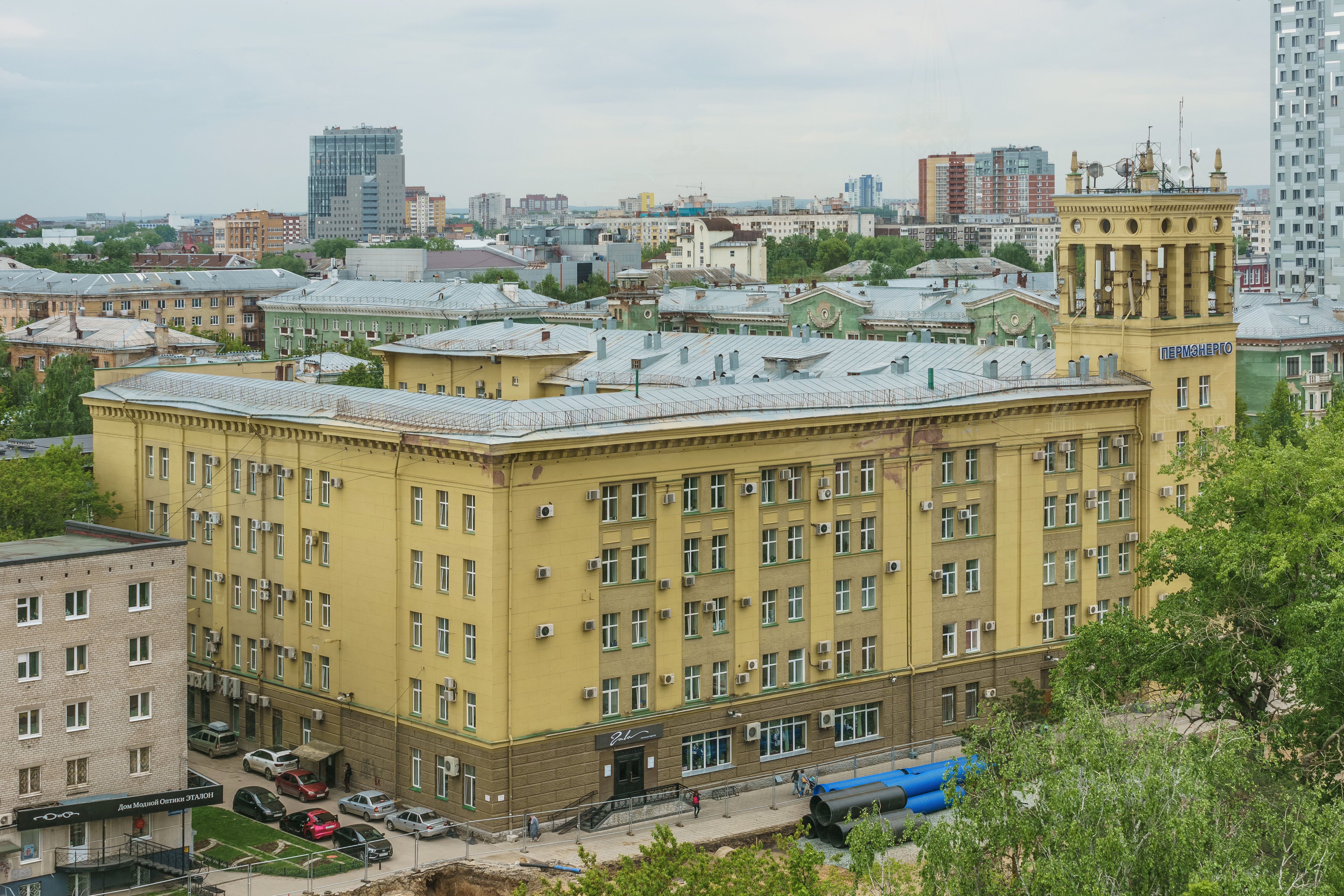
Sztab
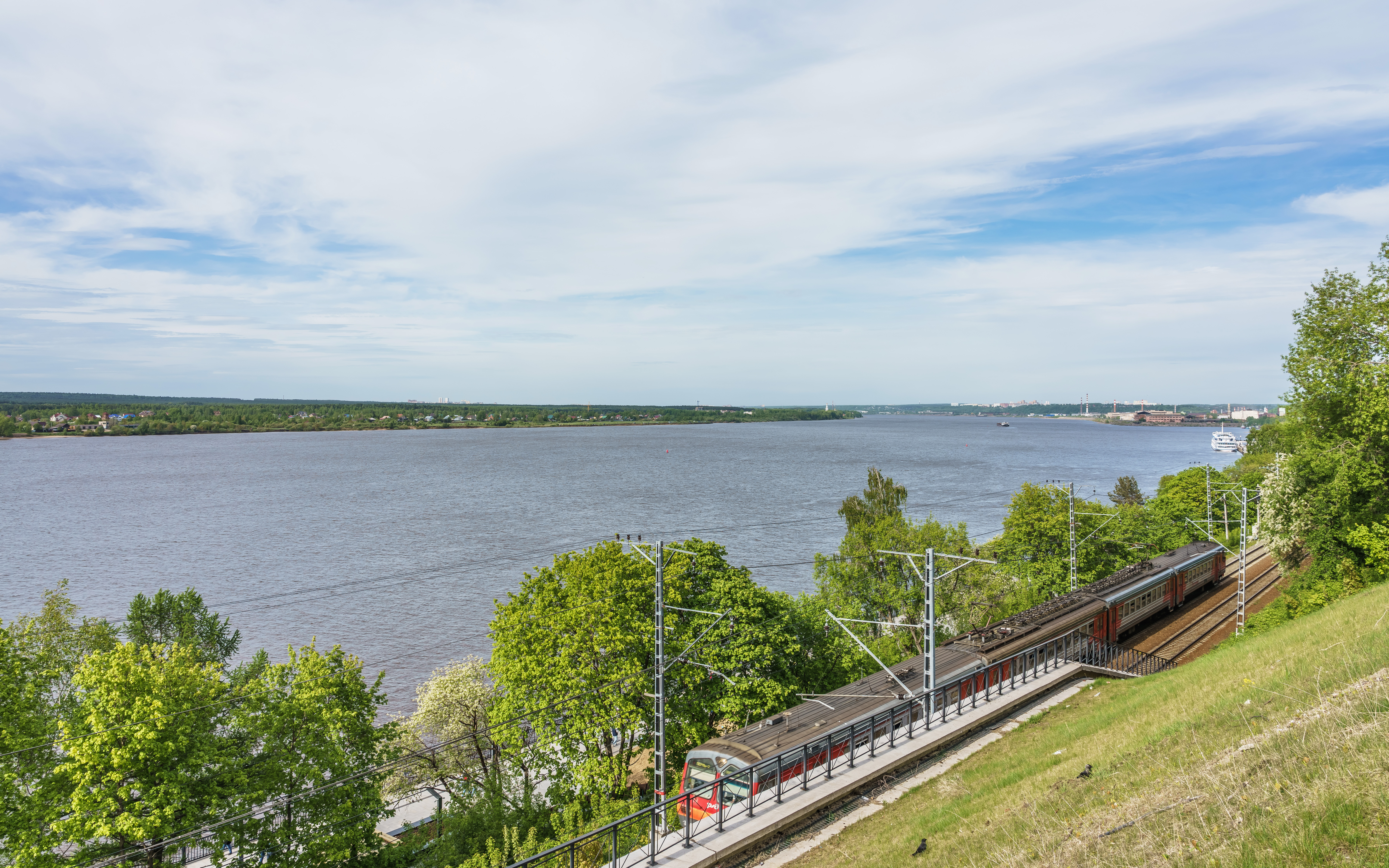
Kama
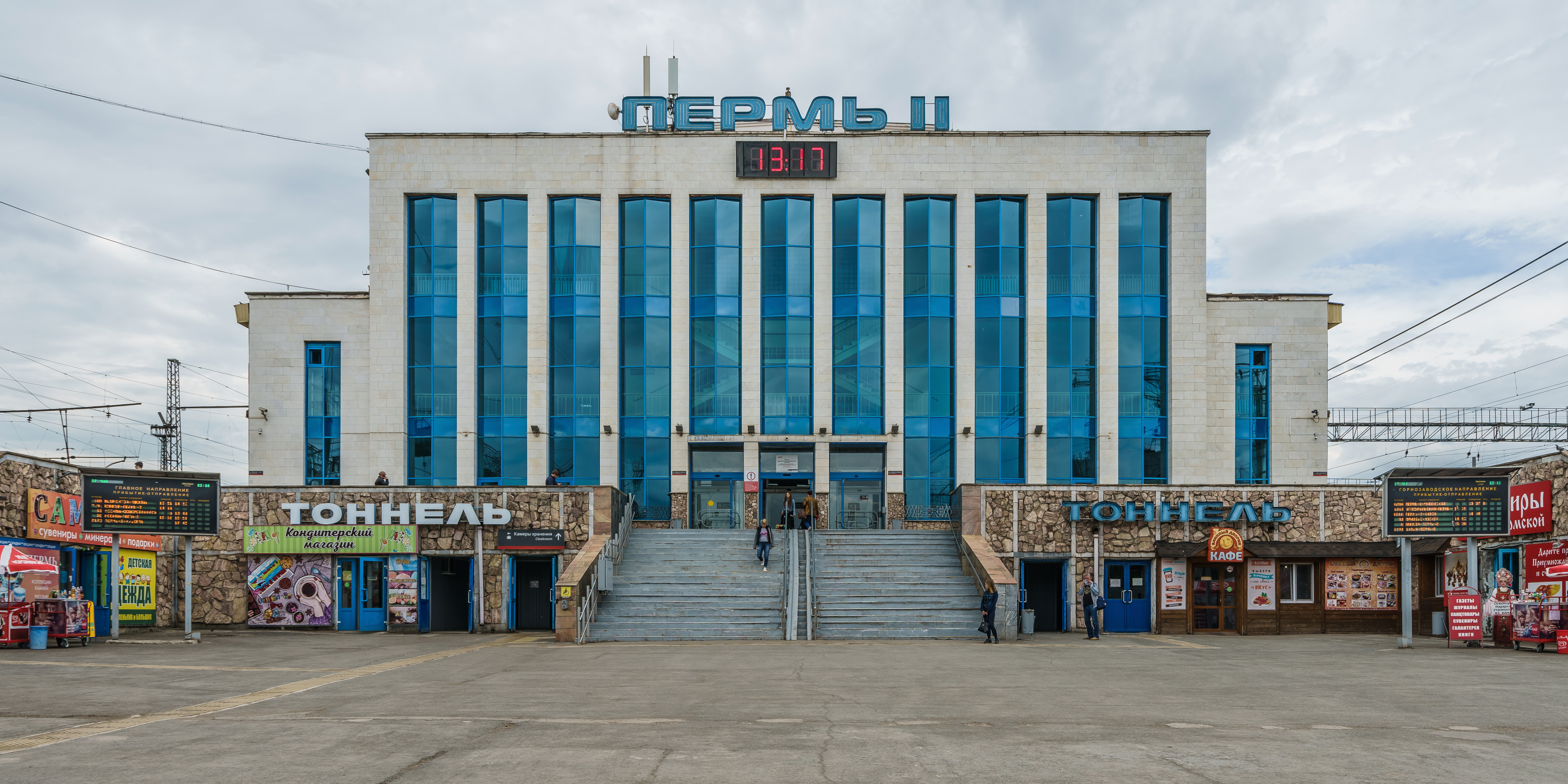
Stacja kolejowa
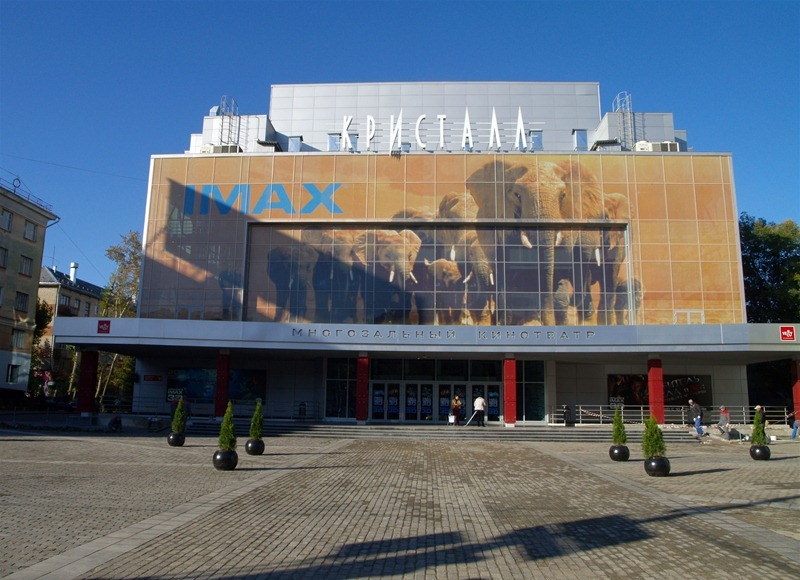
Kinoteatr „Kristall-IMAX”
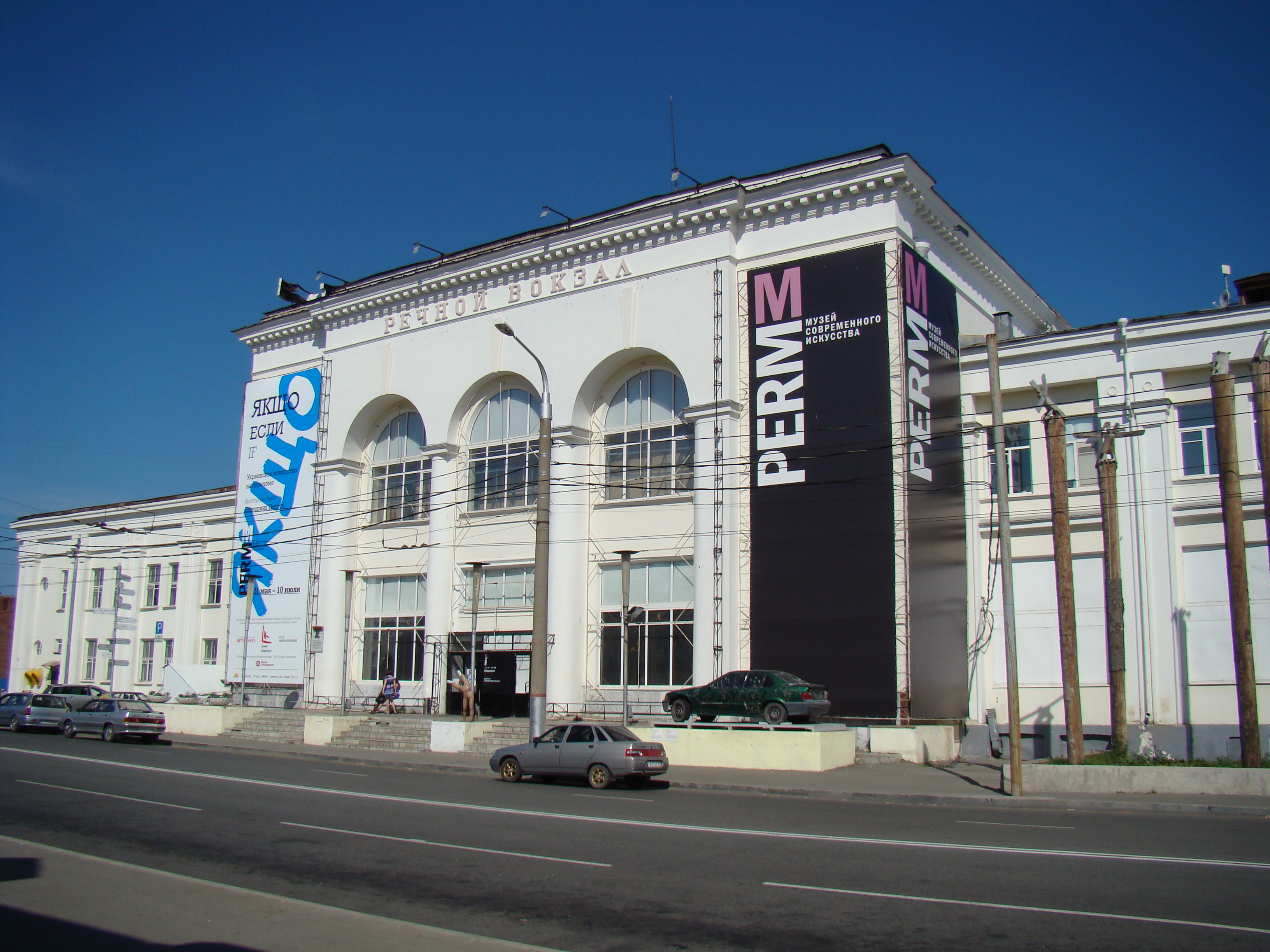
Muzeum artystyczne
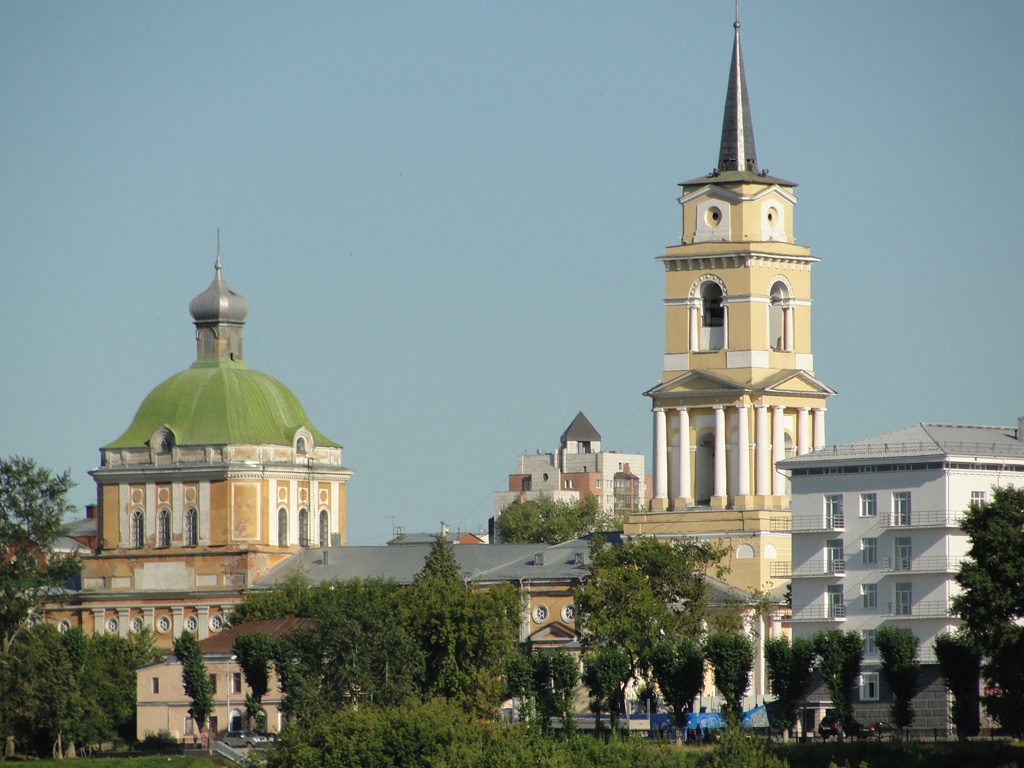
Galeria sztuki wraz z cerkwią
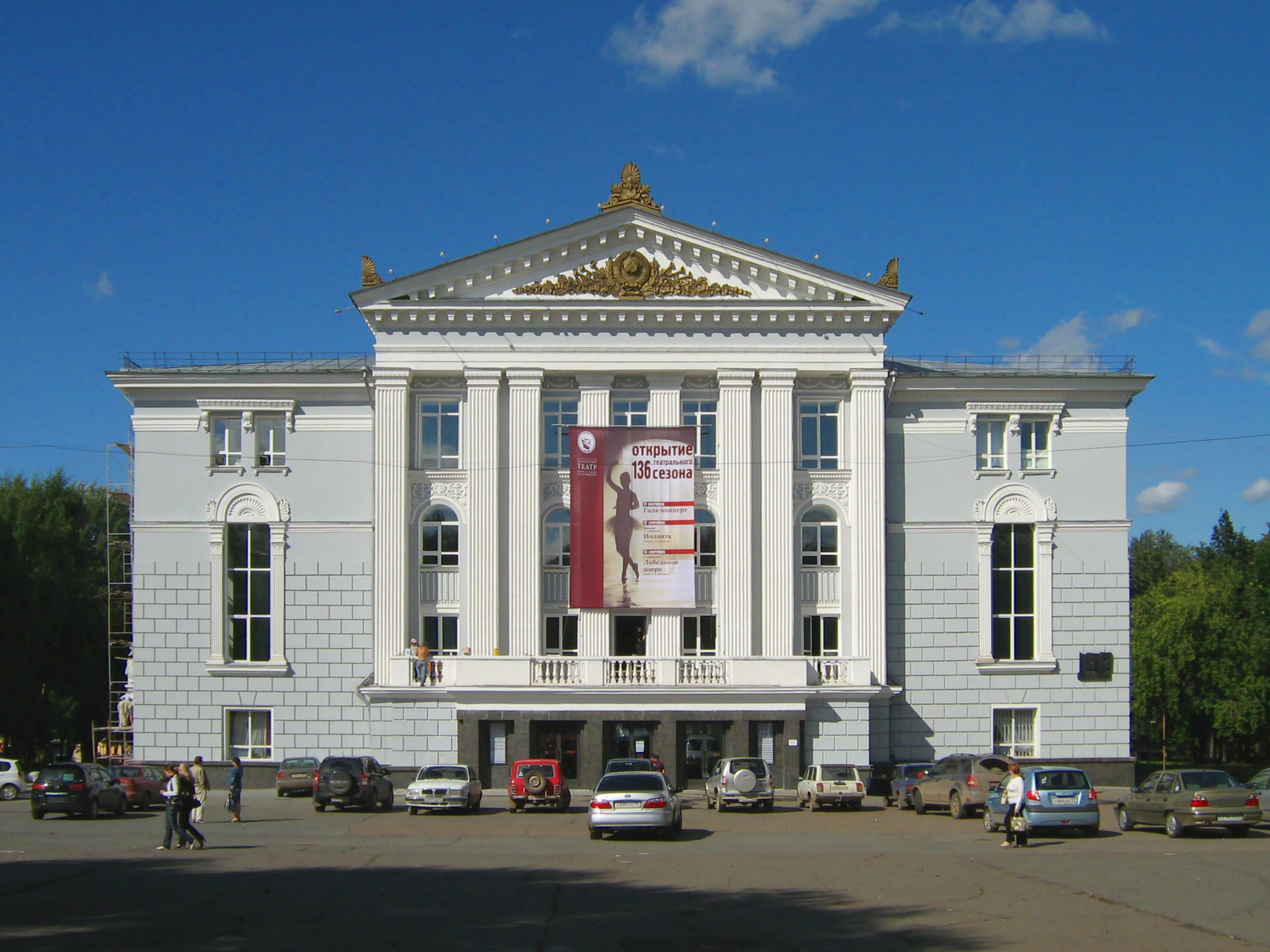
Teatr Baletowy i Opera
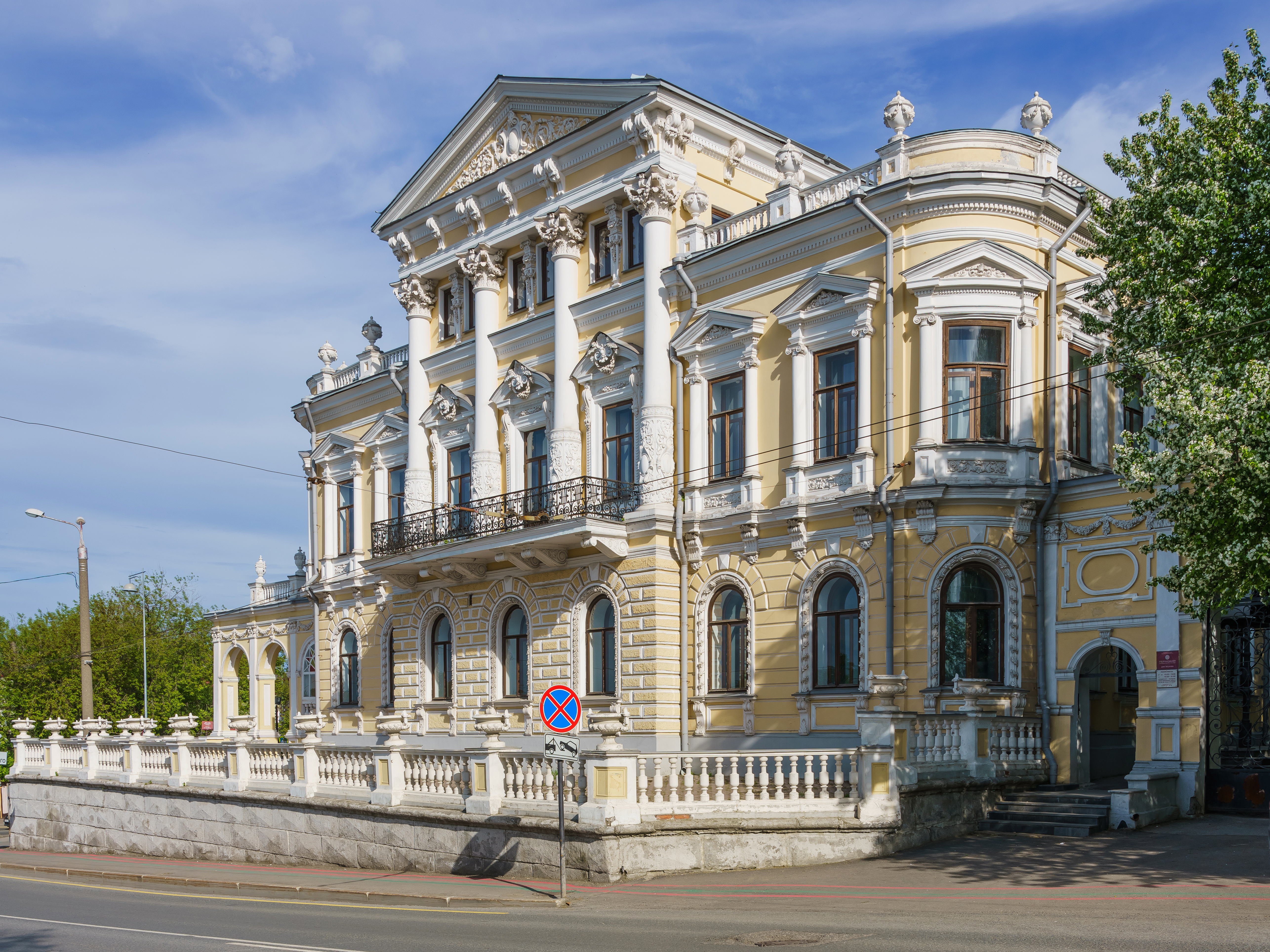
Dom Mieszkowa
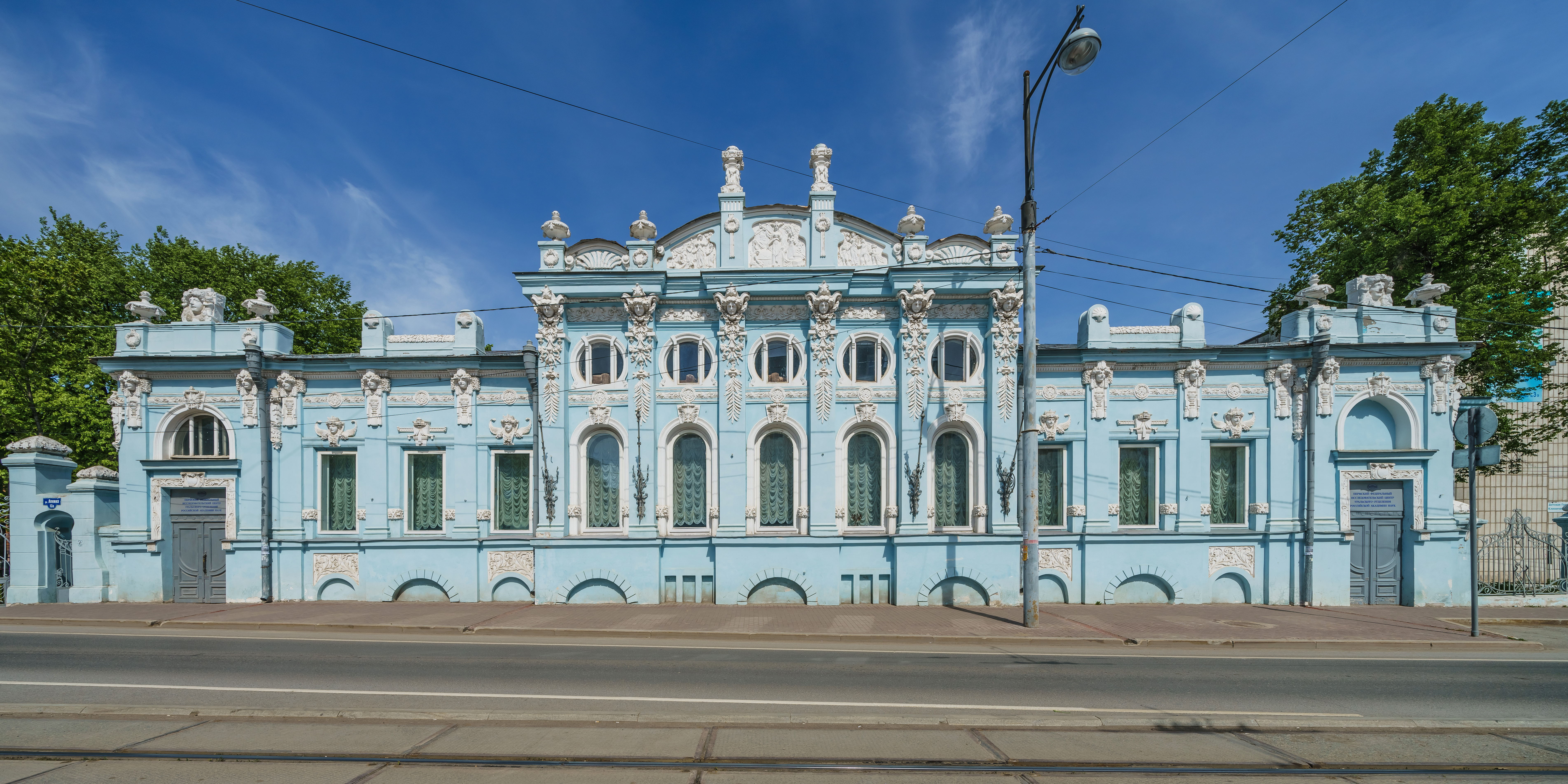
Dom Gribuszyna
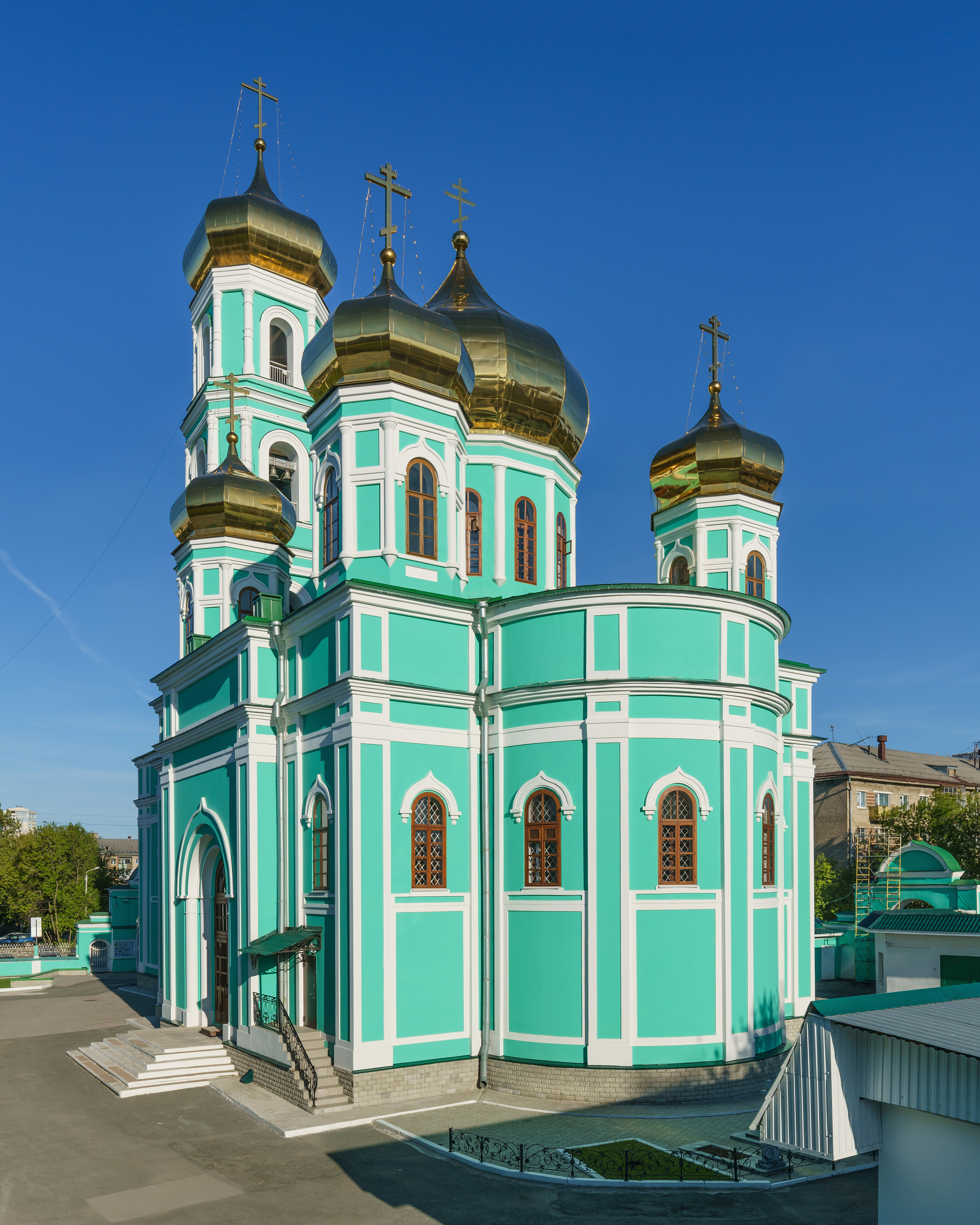
Sobór Katedralny św. Trójcy

## Miasta partnerskie
- Stany Zjednoczone, Louisville
- Niemcy, Duisburg (2007)
- Ukraina, Czerkasy
- Chiny, Shenzhen